# نوكليريا أليفة الحرارة
نوكليريا أليفة الحرارة (الاسم العلمي:Nuclearia thermophila) هي نوع من الطلائعيات تتبع جنس النوكليريا من فصيلة النوكليرية      .	